# 고윤서
고윤서(高胤瑞, 2004년 2월 13일 ~ )는 대한민국의 바둑 기사다.

## 약력
광주광역시 출신이다. 장수영 바둑도장에서 박병규, 박승화 사범의 바둑 지도를 받았다. 2022년 5월, 제57회 여자 입단대회를 통해 김희수, 이나경과 함께 입단했다.